# Опіногура-Гурна
Опіногура-Гурна (пол. Opinogóra Górna) — село в Польщі, у гміні Опіногура-Гурна Цехановського повіту Мазовецького воєводства. Населення — 574 особи (2011).
У 1975-1998 роках село належало до Цехановського воєводства.

## Демографія
Демографічна структура станом на 31 березня 2011 року:
|          | Загалом | Допрацездатний вік | Працездатний вік | Постпрацездатний вік |
| -------- | ------- | ------------------ | ---------------- | -------------------- |
| Чоловіки | 295     | 63                 | 210              | 22                   |
| Жінки    | 279     | 42                 | 188              | 49                   |
| Разом    | 574     | 105                | 398              | 71                   |